# Aarne Reini

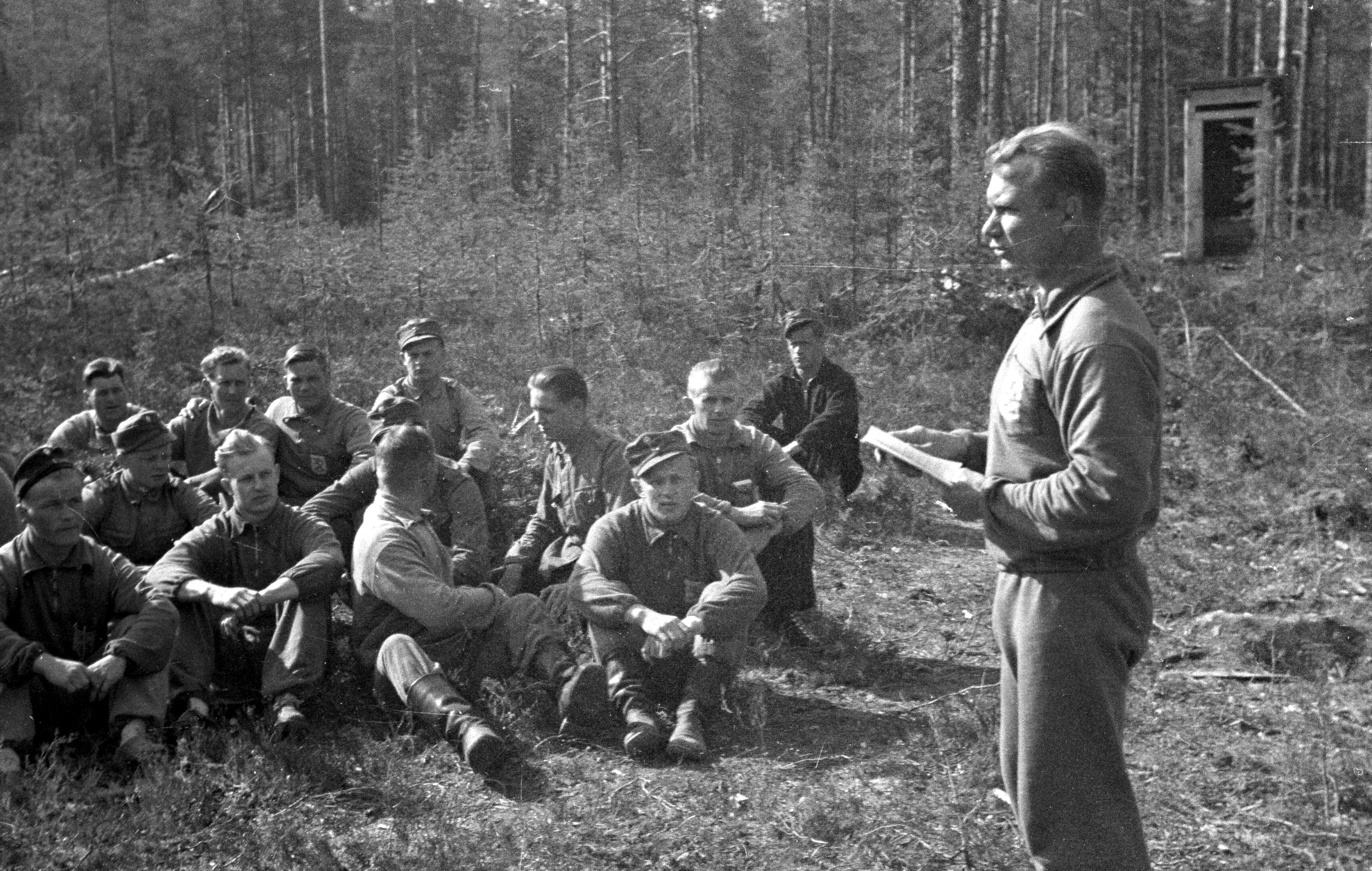
Aarne Reini im Jahr 1943.

Aarne Eemili Reini (* 6. August 1906 in Vaasa; † 23. Februar 1974) war ein finnischer Ringer.

## Werdegang
Aarne Eemili Reini wuchs in dem finnischen Städtchen Vaasa auf, besuchte dort die Schule und begann 1918 mit dem Ringen im Sportverein „Vaasanen Kiisto“, einem Verein, der dem Arbeiter-Sportverband TUL angehörte. Aarne machte eine Schlosserlehre und bestritt bald Wettkämpfe für seinen Verein. Höhepunkt seiner frühen Laufbahn war der Gewinn der Silbermedaille bei der Arbeiter-Olympiade 1931 in Wien. 1932 trat er zum Verein „Voima-Veikot“ Vaasa (VVV), einem Verein, der dem finnischen Ringerverband angehörte, der Mitglied des Welt-Ringerverbandes war. Er konnte damit auch bei den Olympischen Spielen 1932 und 1936 in Los Angeles bzw. Berlin starten. Aarne Reini rang ausschließlich im griech.-römischen Stil und wurde 1933 und 1934 Europameister im Leichtgewicht. Bei den Olympischen Spielen 1936 in Berlin gewann er die Silbermedaille im Federgewicht (61 kg Körpergewicht) in das er abtrainieren musste, weil er bei den finnischen Meisterschaften 1936 im Leichtgewicht gegen Lauri Koskela verloren hatte. Lauri Koskela, der 1936 Olympiasieger im Leichtgewicht wurde, war auch in den nächsten Jahren sein Hauptkonkurrent in Finnland. Aarne Reini, zwischenzeitlich Mitglied von „Kisa-Veikot“ Helsinki, konnte ihn aber bei den finnischen Meisterschaften 1935, 1937 und 1938 besiegen. Trotzdem wurde bei den Europameisterschaften dieser Jahre vom finnischen Verband Lauri Koskela eingesetzt. Aarne Reini kehrte daraufhin zum Arbeitersport-Verband TUL zurück und wurde von 1946 bis 1949 dessen Vorsitzender.

## Internationale Erfolge
(OS = Olympische Spiele, EM = Europameisterschaft, Fe = Federgewicht, Le = Leichtgewicht, damals bis 61 kg bzw. 66 kg Körpergewicht, GR = griech.-röm. Stil)
- 1931, 2. Platz, Arbeiter-Olympiade in Wien, GR, Fe, hinter Hans Wittwer, Deutschland und vor Vikko Lamppinen, Finnland
- 1931, 1. Platz, Intern. Turnier in Helsinki, GR, Le, vor Huupponen u. Keinänen, bde. Finnland;
- 1932, 1. Platz, Intern. Turnier in Helsinki, GR, Le, vor Salin, Finnland u. Eduard Sperling, Deutschland:
- 1932, 4. Platz, OS in Los Angeles, GR, Le, mit Sieg über Silvio Tozzi, Italien u. Niederlagen gegen Erik Malmberg, Schweden u. Eduard Sperling, Deutschland;
- 1933, 1. Platz, EM in Helsinki, GR, Le, mit Siegen über Voldemar Väli, Estland, Einar Karlsson, Schweden und Eduard Sperling;
- 1934, 1. Platz, EM in Rom, GR, Le, mit Siegen über Imre Beke, Ungarn, Marcel Lejeune, Frankreich, Dragomir Borlovan, Rumänien, Voldemar Väli, Abraham Kurland, Dänemark u. trotz einer Niederlage gegen Eduard Sperling;
- 1936, Silbermedaille, OS in Berlin, GR, Fe, mit Siegen über Einar Karlsson, Ion Horvath, Rumänien, Erich Fincsus, Österreich, Yasar Erkan, Türkei, Eugen Karcher, Frankreich u. einer Niederlage gegen Sebastian Hering, Deutschland

## Finnische Meisterschaften
- 1928, 1. Platz, GR, Fe, TUL;
- 1929, 2. Platz, GR, Fe, TUL;
- 1931, 1. Platz, GR, Fe, TUL;
- 1932, 1. Platz, GR, Le, vor Aleksander Toivola u. Arvo Salin;
- 1933, 1. Platz, GR, Le, vor Kalle Lahtinen u. Eino Haapanen;
- 1934, 1. Platz, GR, Le, vor V. Niemi u. Eino Haapanen;
- 1935, 1. Platz, GR, Le, vor Lauri Koskela u. Reino Hiironen;
- 1936, 2. Platz, GR, Le, hinter Lauri Koskela u. vor Kalle Pitkänen;
- 1937, 1. Platz, GR, Le, vor Lauri Koskela u. Aate Soini;
- 1938, 1. Platz, GR, Le vor Aate Soini u. Lauri Koskela